# Intento de golpe de Estado en Alto Volta de 1983
El intento de golpe de Estado en Alto Volta de 1983 tuvo lugar en la República del Alto Volta (hoy Burkina Faso) el 28 de febrero de 1983, apenas unos meses después de un golpe de Estado anterior, el 7 de noviembre de 1982, perpetrado por elementos radicales del ejército contra el régimen del coronel Saye Zerbo, quien a su vez llegó al poder gracias a un golpe de Estado en 1980 contra el mayor general Sangoulé Lamizana.
Este fallido intento de golpe de Estado tuvo como objetivo el Consejo de Salvación Popular (CSP) y su líder, el mayor Jean-Baptiste Ouédraogo.

## Golpe de Estado
Varios oficiales del ejército pretendían acabar con el gubernamental Consejo de Salvación Popular, que en ese momento se encontraba reunido en asamblea, y así restaurar el régimen del coronel Zerbo. Cuando tardaron en hacerlo, fueron detenidos por otros agentes. Uno de los principales golpistas era un comandante que había sido considerado para la presidencia tras el golpe de 1982. Preguntado sobre el intento de asonada militar, el presidente Jean-Baptiste Ouédraogo dijo a la prensa: «Dado que nuestro régimen incomoda a mucha gente, es completamente normal que la gente planee este tipo de reacción».
También declaró públicamente su determinación de «garantizar el orden y la seguridad» y afirmó que «el ejército no se dejará disuadir por luchas e ideologías tribales». Así mismo dijo que la corrupción y el fraude en el mundo empresarial habían facilitado, en parte, el estado de «anarquía total» que presidía el gobierno, y anunció que la administración nacional sería reestructurada para aliviar la grave situación de desorden.
El presidente Jean-Baptiste Ouedraogo acabaría siendo derrocado solo siete meses después, el 3 de agosto de 1983, por un golpe de Estado liderado por los capitanes Thomas Sankara y Blaise Compaoré.